# برايان كوبر
برايان كوبر (بالإنجليزية: Brian Cooper)‏ هو لاعب كرة قاعدة أمريكي، ولد في 19 أغسطس 1974 في هوليوود في الولايات المتحدة.

## وصلات خارجية
- برايان كوبر على موقعبيزبول رفرنس.كوم (الدوري الرئيسي) (الإنجليزية)